# Municipio de Delafield
El municipio de Delafield (en inglés: Delafield Township) es un municipio ubicado en el condado de Jackson en el estado estadounidense de Minnesota. En el año 2010 tenía una población de 226 habitantes y una densidad poblacional de 2,49 personas por km².

## Geografía
El municipio de Delafield se encuentra ubicado en las coordenadas 43°47′54″N 95°8′38″O / 43.79833, -95.14389. Según la Oficina del Censo de los Estados Unidos, el municipio tiene una superficie total de 90.85 km², de la cual 89,91 km² corresponden a tierra firme y (1,03 %) 0,94 km² es agua.

## Demografía
Según el censo de 2010, había 226 personas residiendo en el municipio de Delafield. La densidad de población era de 2,49 hab./km². De los 226 habitantes, el municipio de Delafield estaba compuesto por el 99,56 % blancos y el 0,44 % eran de una mezcla de razas. Del total de la población el 0,88 % eran hispanos o latinos de cualquier raza.